# Jérémy Taravel
Jérémy Taravel (Vincennes, 17. travnja 1987.), je bivši francuski nogometaš. Igrao je na mjestu braniča. 

## Klupska karijera
Nogometnu profesionalnu karijeru počeo je u drugoj momčadi Lillea, da bi nakon toga odlazio na posudbe u Troyes i Zulte Waregem. Nakon posudbe u Waregemu ostaje u tom klubu jednu sezonu da bi potom otišao u Lokeren u kojem ostaje tri sezone. Dana 23. prosinca 2013. godine Jeremy potpisuje za zagrebački Dinamo. Nakon tri godine je Francuz prešao u belgijski Gent.

## Priznanja

### Klupska
Dinamo Zagreb
- Prvak Hrvatske (3): 2013./14., 2014./15., 2015./16.

- Hrvatski nogometni kup (2): 2014./15., 2015./16.

## Vanjske poveznice
- Jérémy Taravel na transfermarkt.com
- Jérémy Taravel na soccerway.com